# Bambara (groupe)
Pour les articles homonymes, voir Bambara (homonymie).
 (juin 2022).
Bambara (stylisé BAMBARA) est un groupe américain de post-punk, originaire de Géorgie, basé à Brooklyn. Leur sixième album, Stray, sorti en 2020, est accueilli positivement par la presse spécialisée,, ainsi que leur quatrième EP Love on My Mind, sorti en 2022. Miracle, premier titre de Stray, fait partie de la bande-son de la série télévisée britannique Peaky Blinders, saison six.

## Histoire
En 2001, alors qu'ils sont encore au collège, les frères jumeaux Reid et Blaze Bateh ainsi que leur ami d'enfance William Brookshire forment le groupe 23jinx dans leur ville d'origine, Atlanta. Ils y acquièrent une petite fanbase et sortent en janvier 2006 leur premier album studio, Curtains and Cannibals, sans label. 
Mi-2006 après leur année de terminale, le groupe s'installe à Athens, une ville universitaire. En 2008, 23jinx devient Bambara, nom d'un personnage de la série Æon Flux. La même année, ils créent le label Emerald Weapon et sortent l'album studio éponyme Bambara. Leur EP Dog Ear Day sort en 2010, toujours sur le même label.
Le trio s'installe à Brooklyn en 2011, et signe un contrat avec le label Arrowhawk en 2013. Entre-temps, en 2012, leur deuxième EP Rings sort en édition limitée de 50 exemplaires. Les membres de Bambara commencent ensuite à travailler sur leur album suivant, Dreamviolence, dans leur cave de Brooklyn. Ce procédé se répétera pour plusieurs autres sorties. L'album est finalement publié en 2013, sous le label Arrowhawk. Le groupe rencontre après 2013 des difficultés artistiques sur leur futur album Swarm, qui se cumulent jusqu'au vol de l'ordinateur de Reid Bateh. Le développement du LP est alors mis en pause au profit d'un nouvel EP expérimental aux fortes influences noise et drone, Night Chimes. Ce dernier est publié en 2015 et est la dernière sortie du groupe sous Emerald Weapon. Swarm est enregistré à Gary's Electric Studio et sort finalement en 2016, en édition limitée de 500 exemplaires par Arrowkawk
À la fois chanteur et guitariste, Reid Bateh se casse la main lors d'une performance en juillet 2016. Cet accident pousse le groupe à intégrer deux guitaristes de tournée au groupe: Bryan Keller Jr., puis Sam Zalta, amis rencontrés après leur arrivée à Brooklyn. Bambara signe avec un nouveau label, Wharf Cat Records, et sort en 2018 son cinquième album, Shadow on Everything. Russ Holsten de Slug Mag le décrit comme un « album de contradiction » par « trois gentlemen du sud écrivant un opus western depuis New York ». La sortie de Shadow on Everything est suivie par une tournée importante. Après celle-ci, un nouvel album, Stray (2020), est enregistré en isolation dans le sous-sol de Reid Bateh pendant sept mois. Il se démarque des autres sorties de Bambara par la présence d'une trame narrative non-linéaire rappelant un recueil de nouvelles. 
Le développement de leur EP Love on My Mind, sorti en 2022, est marqué par un premier projet avorté et de nombreuses difficultés techniques liées à la pandémie de Covid-19,. 

## Style musical
Bambara est décrit comme appartenant au post-punk. Selon William Brookshire, le post-punk serait un genre trop vague pour décrire leur style musical, mais celui-ci apprécie néanmoins l'étiquette « cowpunk ». Marcos Hassan de Tiny Mix Tapes décrit le style de Bambara comme un mélange entre « la sévérité de Swans » et « la moisissure de cabaret dépravée de The Birthday Party ».
Reid Bateh, parolier du groupe et auteur, est influencé dans ses textes par son expérience en Géorgie et à Brooklyn. Le groupe est souvent associé par la presse depuis la fin des années 2010 au Southern Gothic, un genre littéraire issu du sud des États-Unis – à ce propos, Bateh explique lors d'une interview pour Bandcamp Daily : « Quand j'étais au lycée, j'ai lu « Les braves gens ne courent pas les rues » [de Flannery O'Connor] et j'ai tout simplement halluciné. » Les chansons de Bambara contiennent souvent des thèmes associés au genre comme la marginalité (Ben & Lily, Serafina), le sentiment d'être prisonnier de sa région natale ou de son héritage (José Tried to Leave, Wild Fires), la mort et le morbide (Sweat, Sunbleached Skulls), etc. Blaze Bateh, le batteur, cite Laurie Anderson comme l'une de ses inspirations.

## Membres

### Membres actuels
- Reid Bateh — chant, guitare (depuis 2001)
- Blaze Bateh — batterie, chant (depuis 2001)
- William Brookshire — batterie, chant (depuis 2001)

### Membres de tournée
- Sam Zalta — guitare, clavier (depuis 2016)
- Bryan Keller Jr. — guitare, chant (depuis 2016)

## Discographie

### Albums studio
- 2006 : Curtains and Cannibals[16]
- 2008 : Bambara
- 2013 : Dreamviolence
- 2016 : Swarm
- 2018 : Shadow on Everything
- 2020 : Stray[17]
- 2025 : Birthmarks

### Albums live
- 2018: Bambara on Audiotree Live

### EP
- 2010: Dog Ear Days
- 2012: Rings
- 2015: Night Chimes
- 2022: Love on My Mind